# Robert Girardet
Robert William Girardet (Paris, 11 de março de 1893 — Neuilly-sur-Seine, 1 de março de 1977) foi um velejador francês, medalhista olímpico. Ele competiu nos Jogos Olímpicos de Verão de 1924 na classe 8 Metre e conquistou a medalha de bronze na disputa realizada a bordo do Namousse com Louis Charles Breguet, Pierre Gauthier, André Guerrier e Georges Mollard. Ele exercia a profissão de engenheiro elétrico enquanto fazia o serviço militar.